# Регламент про права пасажирів автобусного транспорту
Регла́мент про права́ пасажи́рів авто́бусного транспо́рту (№ 181/2011) — нормативно-правовий акт Європейського Союзу, який надає права пасажирам автобусів, особливо у разі затримки.

## Зміст
Стаття 19(1) вимагає, що якщо автобус затримується більше ніж на 2 години, (1) якщо така затримка була очікувана, пасажир має право на зміну маршруту або відшкодування вартости квитка та безкоштовне повернення за першої можливості, і (2) якщо вибір не пропонується, має бути компенсація у розмірі 50% вартости квитка на додаток до прав у (1).
Стаття 20 вимагає, щоб інформація була надана не пізніше ніж через 30 хвилин після затримки.
Стаття 21 вимагає надання допомоги закусками, їжею, освіжаючими напоями в розумному співвідношенні з часом очікування.